# Киркларелі
Киркларелі (тур. Kırklareli, болг. Лозенград, грец. Σαράντα Εκκλησιές) — місто і район в північно-західній, європейській частині Туреччини, адміністративний центр ілу Киркларелі. Станом на 2011 рік у місті проживало 66 226 чоловік та 87 798 чоловік у всьому районі. Площа району становить 1528 км².

## Історія
До XX століття значну частину населення міста становили болгари та греки. У 1878 згідно з Сан-Стефанським мирним договором місто переходило до Болгарії, але вже на Берлінському конгресі було прийнято рішення залишити місто в складі Османської імперії. За результатами Першої Балканської війни (1912—1913) місто перейшло у володіння Болгарії, але вже менш ніж через півроку відвойовано Османською імперією. З 1919 по 10 листопада 1922 місто було зайняте грецькою армією.
За Севрським мирним договором 1920 Киркларелі переходило до Греції, але вже в листопаді 1923 року, згідно з Лозаннським мирним договором Греція була змушена передати місто Турецькій республіці. У цей час більша частина християнського населення була виселена і місто стає практично повністю турецьким.

## Відомі уродженці
- Анфим I (екзарх) (1816—1888), болгарський церковний діяч, екзарх
- Димитар Міхалчев (1880—1967), видатний болгарський філософ
- Іван Орманджіев (1891—1963), болгарський історик